# Darío Lezcano
Darío Lezcano Mendoza (Doctor Cecilio Báez, 30 giugno 1990) è un calciatore paraguaiano, attaccante del Tembetary.

## Carriera

### Club

#### Esordi ed esperienza svizzera
Ha esordito nel Trinidense, dove ha giocato per un anno collezionando 11 presenze ed 1 gol, per poi passare al Wil, dove ha giocato 66 partite segnando 14 gol. Nel 2011 si è trasferito al Thun. Il 4 agosto 2011, nella sfida di ritorno del terzo turno preliminare di Europa League giocata contro il Palermo, realizza il gol decisivo che sancisce l'eliminazione della società rosanero dalla competizione europea.

#### Ingolstadt
Il 15 gennaio 2016 passa all'FC Ingolstadt 04 per 2.5 milioni di euro.

### Nazionale
Viene convocato per la Copa América Centenario del 2016.

## Statistiche

### Presenze e reti nei club
Statistiche aggiornate al 20 aprile 2022.
| Stagione            | Squadra           | Campionato        | Campionato | Campionato | Coppe nazionali | Coppe nazionali | Coppe nazionali | Coppe continentali | Coppe continentali | Coppe continentali | Altre coppe | Altre coppe | Altre coppe | Totale | Totale |
| Stagione            | Squadra           | Comp              | Pres       | Reti       | Comp            | Pres            | Reti            | Comp               | Pres               | Reti               | Comp        | Pres        | Reti        | Pres   | Reti   |
| ------------------- | ----------------- | ----------------- | ---------- | ---------- | --------------- | --------------- | --------------- | ------------------ | ------------------ | ------------------ | ----------- | ----------- | ----------- | ------ | ------ |
| 2008-2009           | Wil               | ChL               | 26         | 5          | CS              | 3               | 1               | -                  | -                  | -                  | -           | -           | -           | 29     | 6      |
| 2009-2010           | Wil               | ChL               | 25         | 3          | CS              | 2               | 0               | -                  | -                  | -                  | -           | -           | -           | 27     | 3      |
| lug. 2010-dic. 2010 | Wil               | ChL               | 15         | 6          | CS              | 1               | 0               | -                  | -                  | -                  | -           | -           | -           | 16     | 6      |
| Totale Wil          | Totale Wil        | Totale Wil        | 66         | 14         |                 | 6               | 1               |                    |                    |                    |             |             |             | 72     | 15     |
| gen. 2011-mag. 2011 | Thun              | ASL               | 17         | 3          | CS              | 1               | 0               | -                  | -                  | -                  | -           | -           | -           | 18     | 3      |
| ago. 2011-dic. 2011 | Thun              | ASL               | 17         | 1          | CS              | 2               | 1               | UEL                | 4+2                | 1+0                | -           | -           | -           | 25     | 3      |
| Totale Thun         | Totale Thun       | Totale Thun       | 34         | 4          |                 | 3               | 1               |                    | 6                  | 1                  |             |             |             | 43     | 6      |
| gen. 2012-mag. 2012 | Lucerna           | ASL               | 14         | 3          | CS              | 3               | 1               | -                  | -                  | -                  | -           | -           | -           | 17     | 4      |
| 2012-2013           | Lucerna           | ASL               | 14         | 2          | CS              | 1               | 0               | UEL                | 2                  | 0                  | -           | -           | -           | 17     | 2      |
| 2013-2014           | Lucerna           | ASL               | 27         | 5          | CS              | 4               | 4               | -                  | -                  | -                  | -           | -           | -           | 31     | 9      |
| 2014-2015           | Lucerna           | ASL               | 33         | 12         | CS              | 3               | 3               | UEL                | 2                  | 0                  | -           | -           | -           | 38     | 15     |
| lug. 2015-dic. 2015 | Lucerna           | ASL               | 12         | 9          | CS              | 2               | 2               | -                  | -                  | -                  | -           | -           | -           | 14     | 11     |
| Totale Lucerna      | Totale Lucerna    | Totale Lucerna    | 100        | 31         |                 | 13              | 10              |                    | 4                  | 0                  |             |             |             | 117    | 41     |
| gen.-giu. 2016      | Ingolstadt 04     | BL                | 17         | 2          | -               | -               | -               | -                  | -                  | -                  | -           | -           | -           | 17     | 2      |
| 2016-2017           | Ingolstadt 04     | BL                | 33         | 6          | CG              | 2               | 0               |                    | -                  | -                  |             | -           | -           | 35     | 6      |
| 2017-2018           | Ingolstadt 04     | 2BL               | 24         | 6          | CG              | 3               | 1               |                    | -                  | -                  |             | -           | -           | 27     | 7      |
| 2018-2019           | Ingolstadt 04     | 2BL               | 31         | 11         | CG              | 0               | 0               |                    | -                  | -                  |             | -           | -           | 31     | 11     |
| Totale Ingolstadt   | Totale Ingolstadt | Totale Ingolstadt | 105        | 25         |                 | 5               | 1               |                    | -                  | -                  |             | -           | -           | 110    | 26     |
| 2019-2020           | Juárez            | LMX               | 25         | 12         | CM              | 5               | 2               |                    | -                  | -                  |             | -           | -           | 30     | 14     |
| 2020-2021           | Juárez            | LMX               | 28         | 15         | CM              | 0               | 0               |                    | -                  | -                  |             | -           | -           | 28     | 15     |
| 2021-2022           | Juárez            | LMX               | 6          | 0          | CM              | 0               | 0               |                    | -                  | -                  |             | -           | -           | 6      | 0      |
| Totale Juarez       | Totale Juarez     | Totale Juarez     | 59         | 27         |                 | 5               | 2               |                    | -                  | -                  |             | -           | -           | 64     | 29     |
| Totale carriera     | Totale carriera   | Totale carriera   | 364        | 101        |                 | 32              | 15              |                    | 10                 | 1                  |             | -           | -           | 406    | 117    |

### Cronologia delle presenze e reti in nazionale
| Cronologia completa delle presenze e delle reti in nazionale ― Paraguay | Cronologia completa delle presenze e delle reti in nazionale ― Paraguay | Cronologia completa delle presenze e delle reti in nazionale ― Paraguay | Cronologia completa delle presenze e delle reti in nazionale ― Paraguay | Cronologia completa delle presenze e delle reti in nazionale ― Paraguay | Cronologia completa delle presenze e delle reti in nazionale ― Paraguay | Cronologia completa delle presenze e delle reti in nazionale ― Paraguay | Cronologia completa delle presenze e delle reti in nazionale ― Paraguay |
| Data                                                                    | Città                                                                   | In casa                                                                 | Risultato                                                               | Ospiti                                                                  | Competizione                                                            | Reti                                                                    | Note                                                                    |
| ----------------------------------------------------------------------- | ----------------------------------------------------------------------- | ----------------------------------------------------------------------- | ----------------------------------------------------------------------- | ----------------------------------------------------------------------- | ----------------------------------------------------------------------- | ----------------------------------------------------------------------- | ----------------------------------------------------------------------- |
| 14-10-2015                                                              | Asunción                                                                | Paraguay                                                                | 0 – 0                                                                   | Argentina                                                               | Qual. Mondiali 2018                                                     | -                                                                       |                                                                         |
| 14-11-2015                                                              | Lima                                                                    | Perù                                                                    | 1 – 0                                                                   | Paraguay                                                                | Qual. Mondiali 2018                                                     | -                                                                       |                                                                         |
| 18-11-2015                                                              | Asunción                                                                | Paraguay                                                                | 2 – 1                                                                   | Bolivia                                                                 | Qual. Mondiali 2018                                                     | 1                                                                       |                                                                         |
| 24-3-2016                                                               | Quito                                                                   | Ecuador                                                                 | 2 – 2                                                                   | Paraguay                                                                | Qual. Mondiali 2018                                                     | 2                                                                       | 85’                                                                     |
| 30-3-2016                                                               | Asunción                                                                | Paraguay                                                                | 2 – 2                                                                   | Brasile                                                                 | Qual. Mondiali 2018                                                     | 1                                                                       | 70’                                                                     |
| 28-5-2016                                                               | Atlanta                                                                 | Messico                                                                 | 1 – 0                                                                   | Paraguay                                                                | Amichevole                                                              | -                                                                       | 57’                                                                     |
| 4-6-2016                                                                | Orlando                                                                 | Costa Rica                                                              | 0 – 0                                                                   | Paraguay                                                                | Coppa America Centenario - 1º turno                                     | -                                                                       |                                                                         |
| 8-6-2016                                                                | Pasadena                                                                | Colombia                                                                | 2 – 1                                                                   | Paraguay                                                                | Coppa America Centenario - 1º turno                                     | -                                                                       | 63’ 67’                                                                 |
| 11-6-2016                                                               | Filadelfia                                                              | Stati Uniti                                                             | 1 – 0                                                                   | Paraguay                                                                | Coppa America Centenario - 1º turno                                     | -                                                                       |                                                                         |
| 2-9-2016                                                                | Asunción                                                                | Paraguay                                                                | 2 – 1                                                                   | Cile                                                                    | Qual. Mondiali 2018                                                     | -                                                                       | 82’                                                                     |
| 6-9-2016                                                                | Montevideo                                                              | Uruguay                                                                 | 4 – 0                                                                   | Paraguay                                                                | Qual. Mondiali 2018                                                     | -                                                                       | 46’                                                                     |
| 6-10-2016                                                               | Asunción                                                                | Paraguay                                                                | 0 – 1                                                                   | Colombia                                                                | Qual. Mondiali 2018                                                     | -                                                                       | 67’ 76’                                                                 |
| 24-3-2017                                                               | Asunción                                                                | Paraguay                                                                | 2 – 1                                                                   | Ecuador                                                                 | Qual. Mondiali 2018                                                     | -                                                                       | 64’                                                                     |
| 10-10-2019                                                              | Kruševac                                                                | Serbia                                                                  | 1 – 0                                                                   | Paraguay                                                                | Amichevole                                                              | -                                                                       | 71’                                                                     |
| 13-10-2019                                                              | Bratislava                                                              | Slovacchia                                                              | 1 – 1                                                                   | Paraguay                                                                | Amichevole                                                              | -                                                                       | 90+1’                                                                   |
| 14-11-2019                                                              | Sofia                                                                   | Bulgaria                                                                | 0 – 1                                                                   | Paraguay                                                                | Amichevole                                                              | -                                                                       | 90+5’                                                                   |
| 19-11-2019                                                              | Riad                                                                    | Arabia Saudita                                                          | 0 – 0                                                                   | Paraguay                                                                | Amichevole                                                              | -                                                                       | 86’                                                                     |
| 8-10-2020                                                               | Asunción                                                                | Paraguay                                                                | 2 – 2                                                                   | Perù                                                                    | Qual. Mondiali 2022                                                     | -                                                                       |                                                                         |
| 13-10-2020                                                              | Mérida                                                                  | Venezuela                                                               | 0 – 1                                                                   | Paraguay                                                                | Qual. Mondiali 2022                                                     | -                                                                       | 10’ 76’                                                                 |
| 12-11-2020                                                              | Buenos Aires                                                            | Argentina                                                               | 1 – 1                                                                   | Paraguay                                                                | Qual. Mondiali 2022                                                     | -                                                                       |                                                                         |
| Totale                                                                  |                                                                         | Presenze                                                                | 20                                                                      |                                                                         | Reti                                                                    | 4                                                                       |                                                                         |

## Palmarès

### Club

#### Competizioni nazionali
- Copa Chile: 1

Colo-Colo: 2023